# Karl Muhl
Karl Ernst Georg Heinrich Ferdinand Muhl (auch: Carl) (* 2. Mai 1826 in Langen; † 1. März 1897 in Darmstadt) war ein hessischer Jurist und Politiker und Abgeordneter der 2. Kammer der Landstände des Großherzogtums Hessen.
Karl Muhl war der Sohn des Landgerichtsassessors Carl Theodor Muhl (1792–1875) und dessen Ehefrau Elisabeth Wilhelmine Henriette, geborene Machenhauer (1802–1873).Sein jüngerer Bruder Ferdinand (1829–1897) war Forstmeister. Muhl, der evangelisch war, heiratete in erster Ehe Marie Christine Auguste Henriette geborene Welcker (1827–1857) und in zweiter Ehe am 2. Mai 1864 in Friedberg Amalie geborene Gilmer (1840–1900).
Muhl studierte Rechtswissenschaften und schloss das Studium 1849 mit der Promotion zum Dr. jur. ab. 1854 wurde er Anwalt und Prokurator in Gießen, wo er 1880 als Rechtsanwalt zugelassen wurde. 1885 wurde er Vorstand des Erbschaftssteueramtes als Finanzrat und 1888 Mitglied des Verwaltungsgerichtshofs als Regierungsrat. 1895 wurde er zum Geheimen Regierungsrat befördert.
Von 1874 bis 1884 gehörte er der Zweiten Kammer der Landstände an. Er wurde für den Wahlbezirk der Stadt Gießen gewählt.